# Béceleuf
Béceleuf ist eine französische Gemeinde mit 760 Einwohnern (Stand: 1. Januar 2022) im Département Deux-Sèvres in der Region Nouvelle-Aquitaine (vor 2016: Poitou-Charentes). Sie liegt im Arrondissement Parthenay und im Kanton Autize-Égray.

## Lage
Béceleuf liegt etwa 19 Kilometer nordnordwestlich von Niort. Der Fluss Autise durchquert die Gemeinde. In diesen münden an der westlichen Gemeindegrenze der Saumort und an der östlichen das Flüsschen Miochette.

### Nachbargemeinden
Umgeben wird Béceleuf von den Nachbargemeinden Fenioux im Norden, Xaintray im Nordosten und Osten, Surin im Osten und Südosten, Faye-sur-Ardin im Süden sowie Ardin im Westen.

## Bevölkerungsentwicklung
| Jahr                       | 1962 | 1968 | 1975 | 1982 | 1990 | 1999 | 2006 | 2013 | 2019 |
| Einwohner                  | 643  | 560  | 571  | 526  | 586  | 601  | 664  | 739  | 774  |
| Quellen: Cassini und INSEE |      |      |      |      |      |      |      |      |      |

## Sehenswürdigkeiten

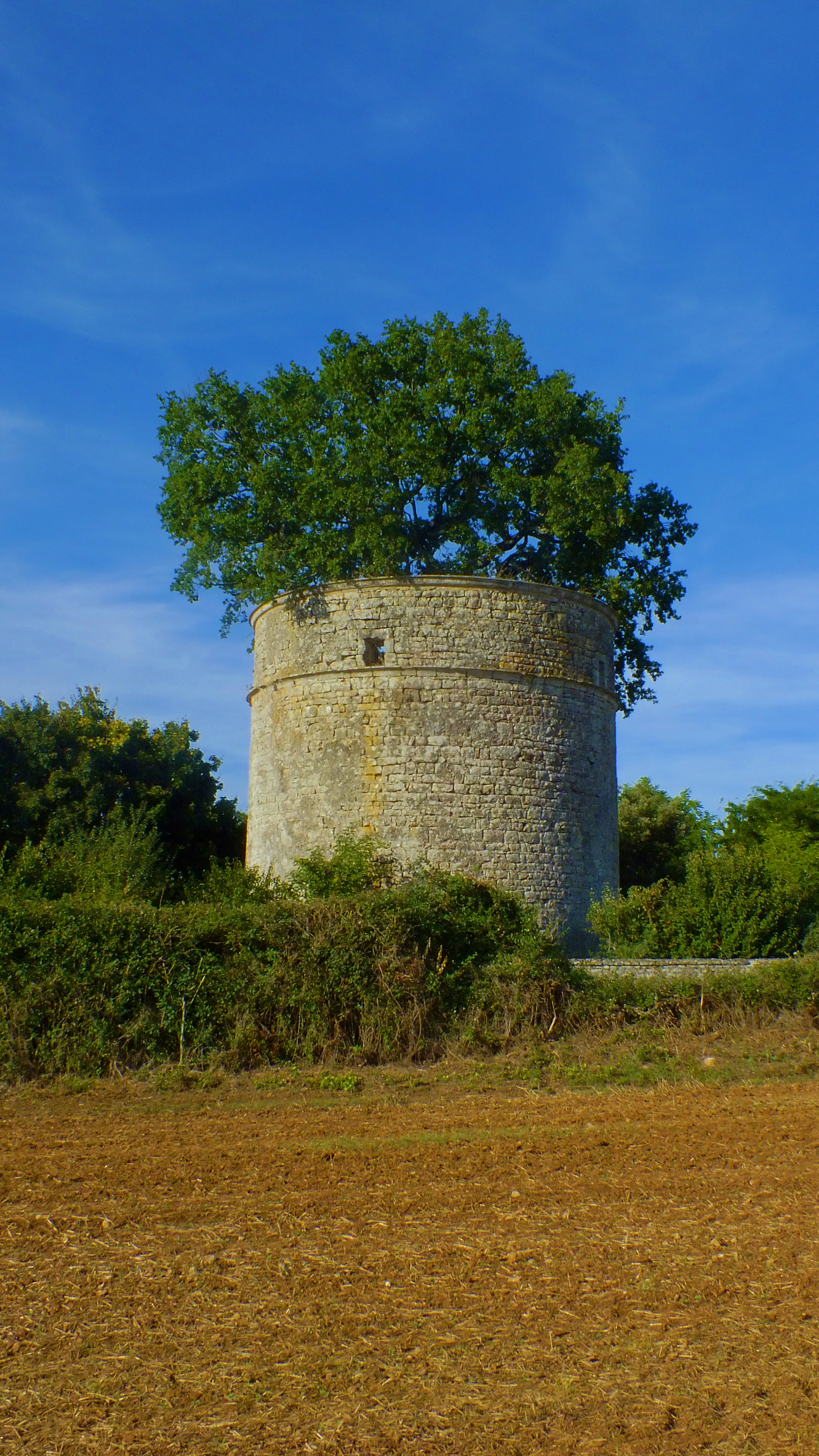
Taubenhaus mit der in seinem Inneren wachsenden Eiche von Pouzay

- Kirche Saint-Maurice aus dem 12. Jahrhundert, seit 1909 Monument historique
- Eiche von Pouzay